# Quinceañera (filme)
Quinceañera (bra: Meus 15 Anos; prt: Quinceañera) é um filme estadunidense de 2006, do gênero drama, dirigido por Richard Glatzer e Wash Westmoreland.
O filme venceu o prêmio de melhor filme dramático do júri no Festival de Sundance de 2006.

## Sinopse
Quinceañera gira em torno de Magdalena que está próxima de fazer quinze anos. Magdalena é de uma família mexicana religiosa radicada em Los Angeles. Quando a família descobre que Magdalena está gravida a jovem é expulsa de sua casa e vai morar com o tio-avô Tomas, onde também mora seu primo Carlos, que passou pelo mesmo drama de ser expulso quando seu pai descobriu que ele acessava sites pornógraficos gays. A partir daí, os três passam a viver como uma verdadeira família, tentando superar as adversidades.[carece de fontes?]

## Elenco
| Ator/Atriz           | Papel     |
| -------------------- | --------- |
| Emily Rios           | Magdalena |
| Jesse Garcia         | Carlos    |
| Chalo González       | Tio Tomas |
| J.R. Cruz            | Herman    |
| David W. Ross        | Gary      |
| Alicia Sixtos        | Eileen    |
| Jesus Castaños-Chima | Ernesto   |
| Jason L. Wood        | James     |
| Araceli Guzman-Rico  | Maria     |